# Мала Горянка
Мала́ Го́рянка — село в Україні, у Лопушненській сільській громаді Кременецького району Тернопільської області. Розташоване на річці Горинь, на півдні району. Раніше називалося Горянка Мала.
До 2015 підпорядковувалося Великогорянській сільській раді. Від вересня 2015 року ввійшло у склад Лопушненської сільської громади.
Населення — 206 осіб (2001).

## Історія
Поблизу села виявлено археологічні пам'ятки доби бронзи, скарб римських монет II-IV ст. і давньоруської культури.
На 1936 рік село входило до ґміни Старий Олексинець Кременецького повіту.
12 червня 2020 року, відповідно до розпорядження Кабінету Міністрів України № 724-р «Про визначення адміністративних центрів та затвердження територій територіальних громад Тернопільської області», увійшло до складу Лопушненської сільської громади.
19 липня 2020 року, в результаті адміністративно-територіальної реформи та ліквідації Кременецького (1940-2020) району, село увійшло до складу новоутвореного Кременецького району.

## Галерея

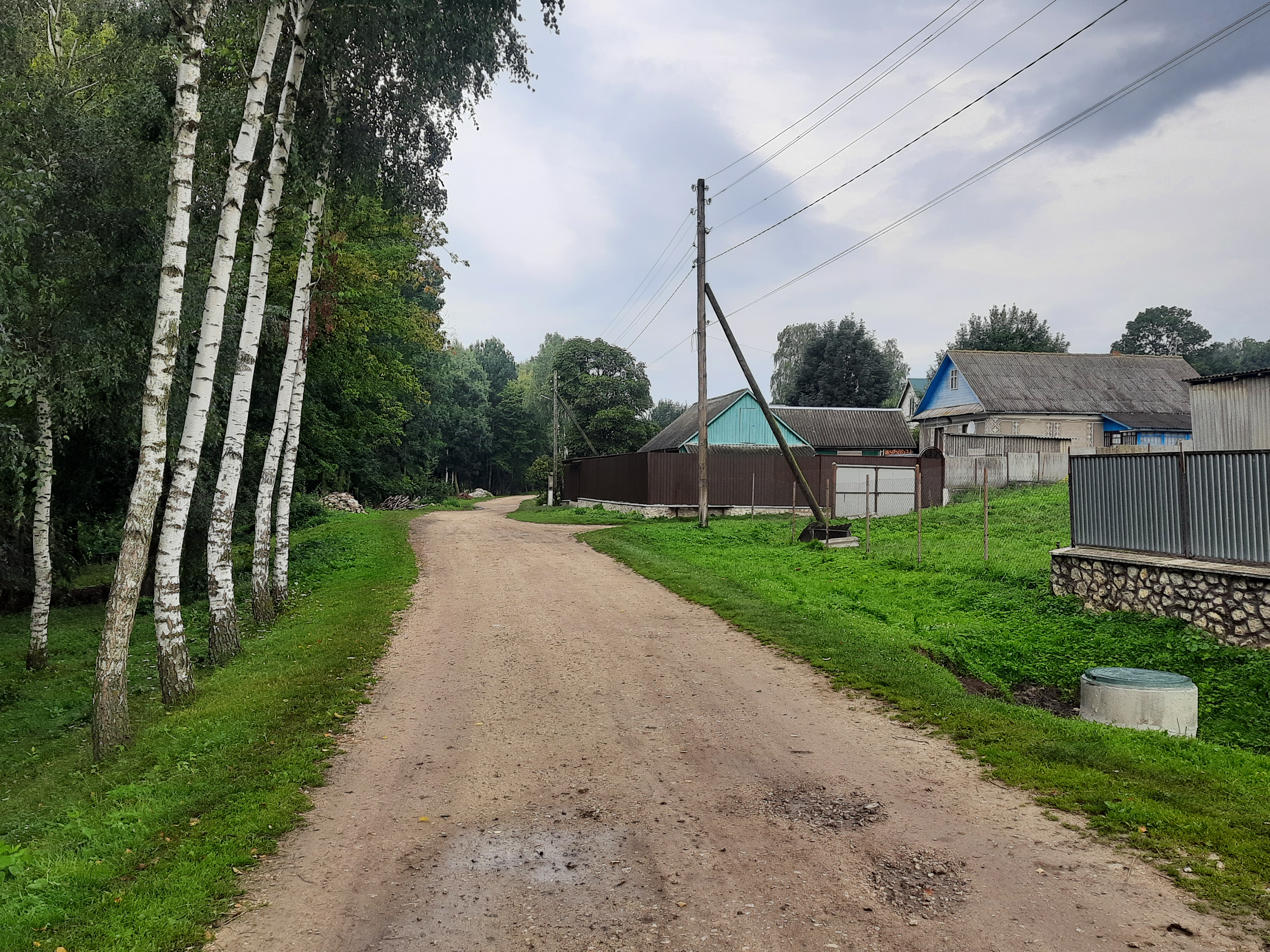
Сільська вулиця
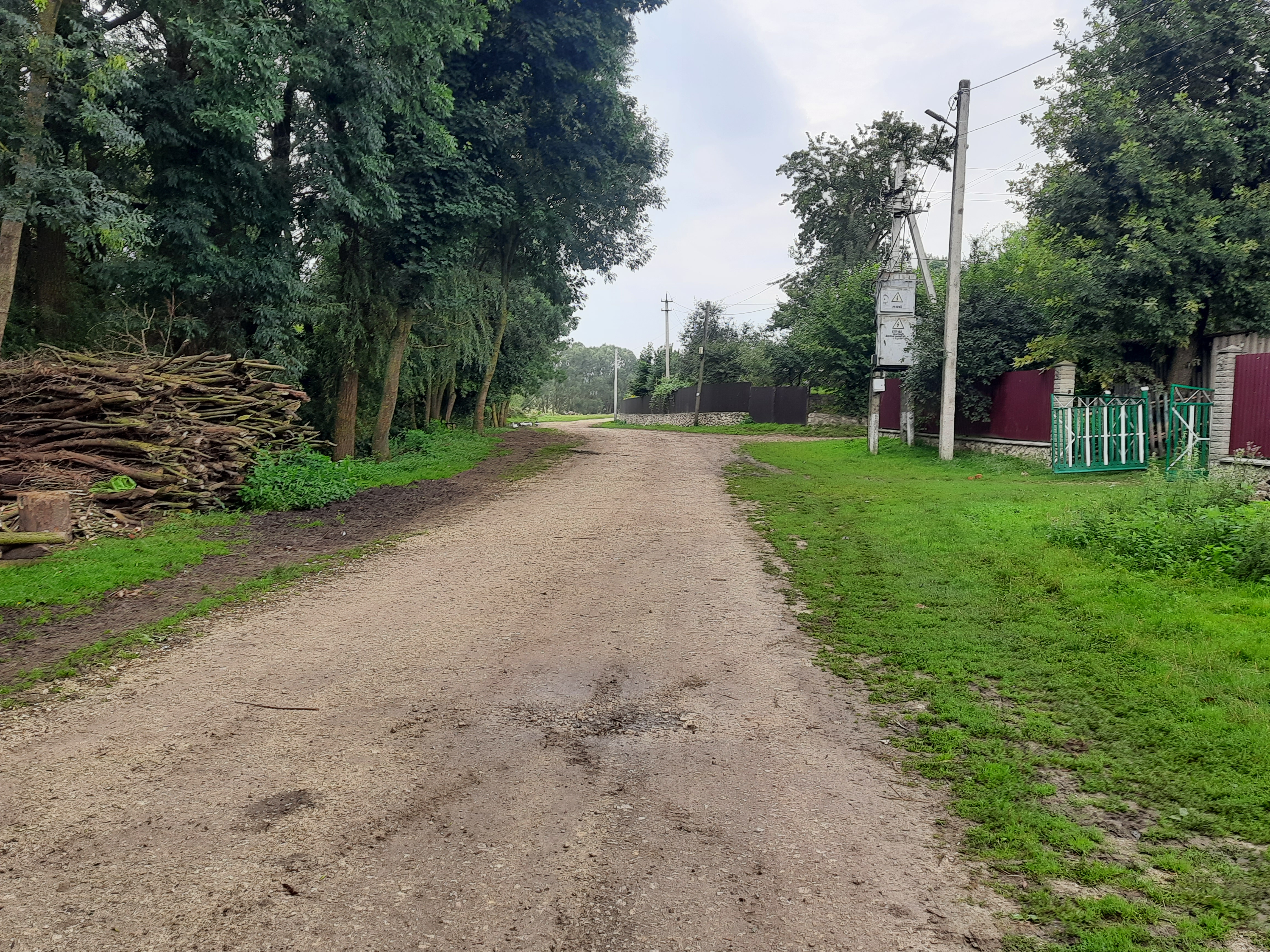
Сільська вулиця
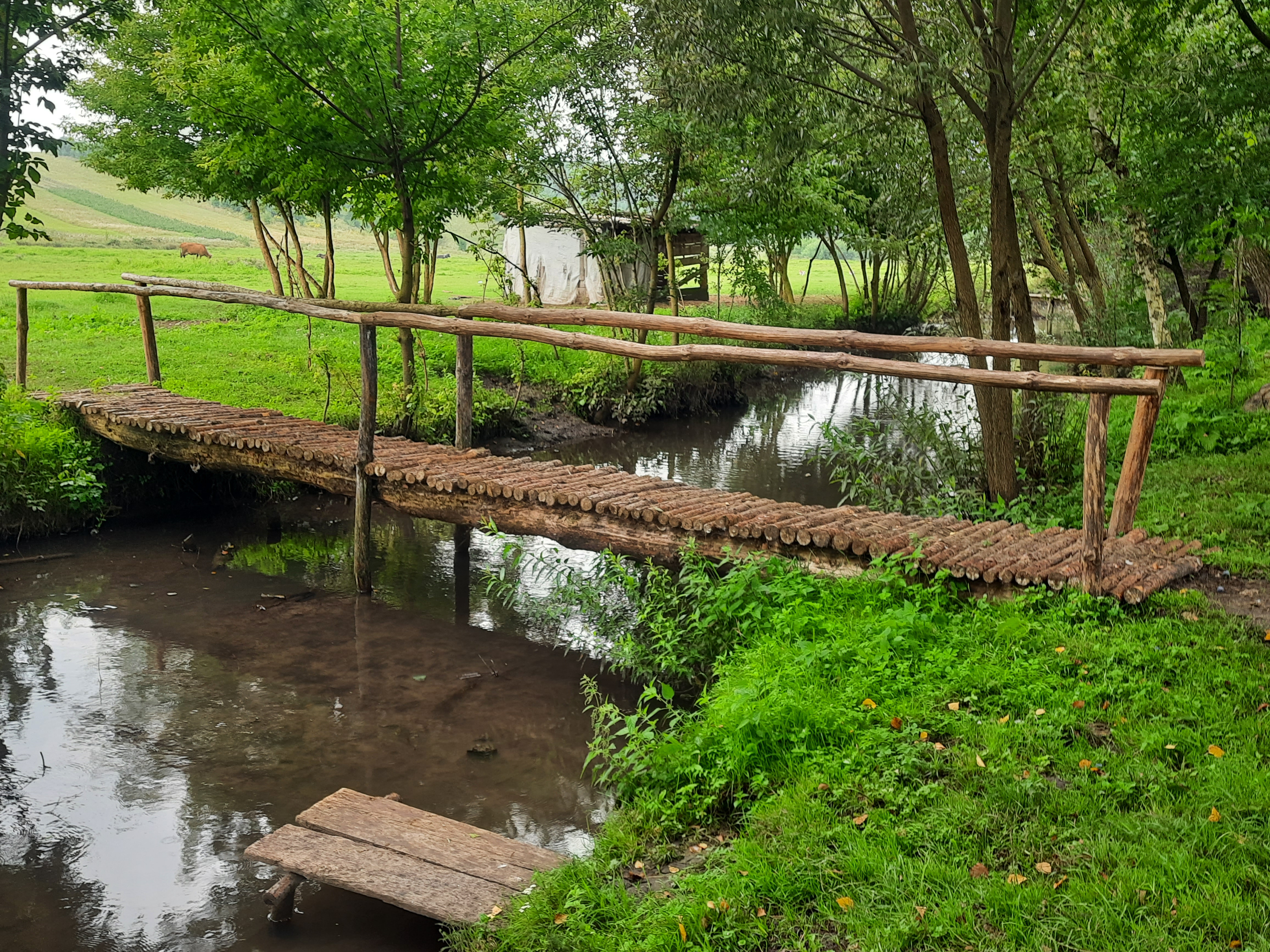
Сільський пейзаж
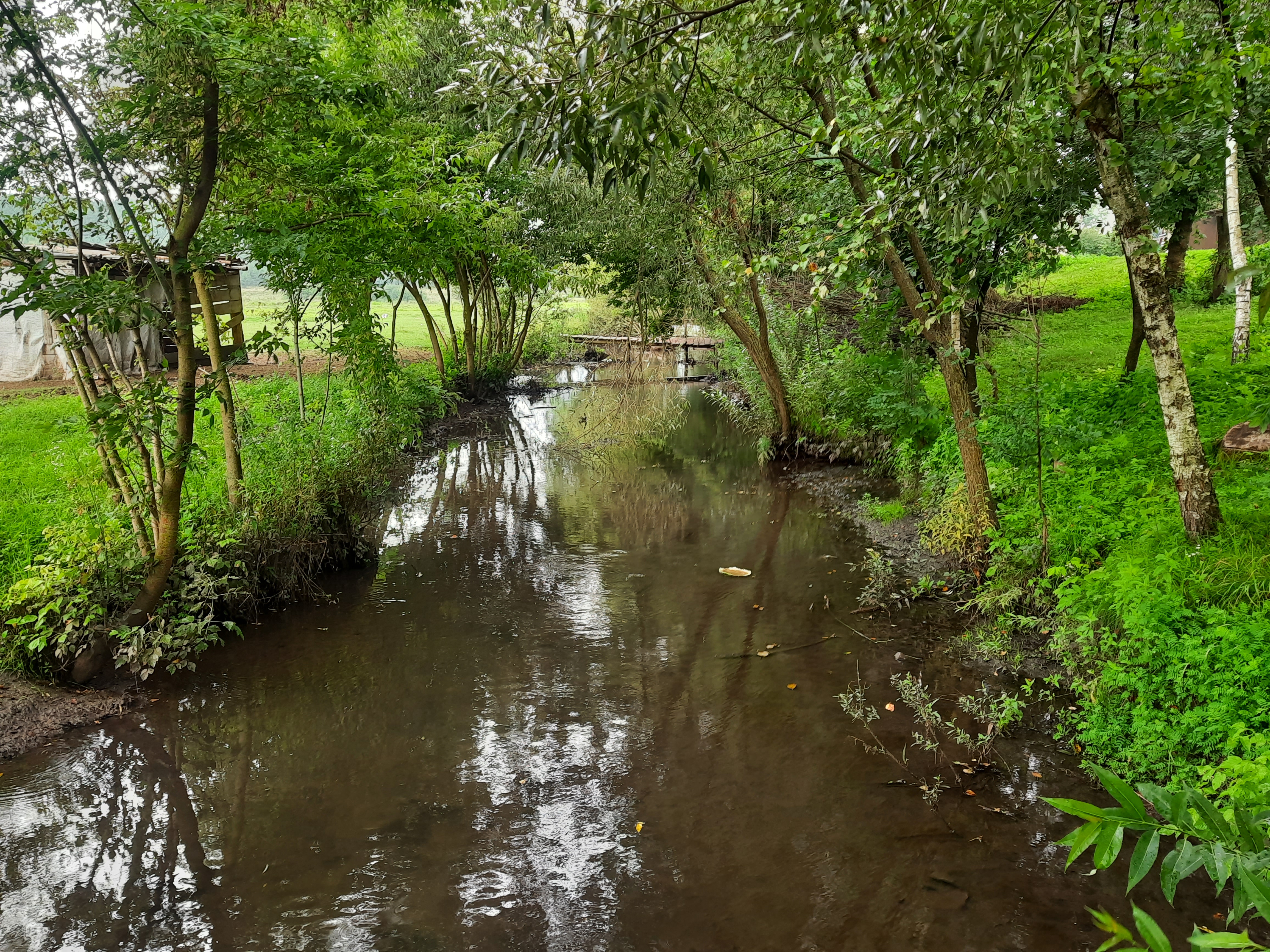
Річка Горинь біля села